# Pandòsia (Brútium)
Pandòsia (grec antic: Πανδοσία) era una ciutat del Brútium propera a la frontera amb Lucània. Estrabó diu que era "al damunt" de Consèntia (actual Cosenza), en una expressió molt poc clara. Però Titus Livi diu que era "imminentem Lucanis ac Bruttiis finibus", vora els límits de Lucània i Brútium.
Segons Estrabó era una ciutat dels enotris i fins i tot per un temps va ser la capital dels seus reis; però sens dubte va rebre una colònia grega, i el Periple de Pseudo-Escílax l'esmenta expressament entre les ciutats gregues d'aquella part d'Itàlia, com també els Iambes al Rei Nicomedes. Probablement era una colònia de Crotona, però Eusebi de Cesarea diu que va ser fundada el mateix any que Metapont (diu que l'any 774 aC), i podria ser doncs una ciutat independent. En tot cas, si va sorgir com a ciutat independent aviat va passar a dependre de Crotona durant el període de grandesa d'aquesta ciutat.
La seva fama deriva de què va ser el lloc on Alexandre Molós rei de l'Epir va morir en una batalla contra els brucis l'any 326 aC. Un oracle ja havia advertit a Alexandre d'evitar Pandòsia però el rei es va imaginar que es referia a la ciutat del mateix nom a Tespròcia i va ignorar l'advertiment, ja que desconeixia l'existència d'una ciutat que es digués així a Itàlia (i del riu Pandòsia a la seva rodalia).
A la Segona Guerra Púnica, segons Titus Livi, va ser ocupada pel cònsol Publi Semproni Tudità el 204 aC i juntament amb Consentia se la diferencia de les ignobiles aliae civitates, i devia ser un lloc amb una certa importància. Estrabó dona a entendre que al seu temps encara existia, però no es menciona en dates posteriors i devia desaparèixer durant l'Imperi, per causes desconegudes.
La seva situació no ha pogut estar determinada amb precisió. Se la descriu com una fortalesa situada dalt d'un turó que tenia tres cims, i en un d'ells profetitzava l'Oracle de Crotona. Una altra ciutat del mateix nom existia a Lucània i s'ha considerat que potser les dues ciutat eren en realitat una de sola, però aquesta hipòtesi no sembla molt probable.